# Ernesto Muñoz Lamartine
Ernesto Muñoz Lamartine es un abogado actual subsecretario de Justicia, del Ministerio de Justicia y Derechos Humanos, desde el 6 de noviembre de 2024; bajo el gobierno del presidente Gabriel Boric.

## Biografía
Tras realizar estudios de Derecho en la Escuela de Derecho de la Universidad de Chile, obtuvo el título de abogado, luego estudio un MBA en la Universidad Alberto Hurtado, un Máster en Políticas Públicas y un Máster en Ciencia Política en la Universidad de California, Berkeley es candidato a Doctor en Derecho en la Escuela de Derecho de la Universidad de Valparaíso

### Trayectoria
Su carrera en el sector público comenzó en 2001 como asesor jurídico del Servicio Nacional del Consumidor (SERNAC), donde desempeñó diversos roles, incluyendo director regional en Magallanes, asesor en Relaciones Internacionales y jefe de gabinete. Asumió como fue director nacional del SERNAC entre 2014 y 2018, en el segundo gobierno de Michelle Bachelet, también se desempeñó como Fiscal en el Servicio Nacional de Turismo (SERNATUR), como Director de la Unidad de Promoción y Difusión de Derechos de la Defensoría de la Niñez.

### Subsecretaria de Justicia
El 6 de noviembre de 2024 fue nombrado por el presidente Gabriel Boric como nuevo subsecretario de Justicia reemplazando a Jaime Gajardo Falcón, quien asumió como Ministro de Justicia y los Derechos Humanos